# Atrichorne roux
Atrichornis rufescens
Espèce
Statut de conservation UICN

 EN B2ab(ii,iii,iv,v) : En danger
Statut CITES
L'Atrichorne roux (Atrichornis rufescens) est une espèce d'oiseau de la famille des Atrichornithidae qui est endémique d'Australie.

## Habitat
Ses habitats naturels sont des forêts tempérées et subtropicales ou les forêts tropicales humides de plaine. Il est menacé par la perte de son habitat.

## Population et conservation
Au milieu du XXe siècle, l'espèce était considérée comme presque éteinte mais elle a depuis récupéré au point qu'elle n'était plus considérée comme menacée. Déclassée du statut d'espèce menacée par l'UICN en 2004, les recherches récentes montrent que ses effectifs sont en baisse de nouveau après un pic dans les premières années du XXIe siècle. Elle a par conséquent été de nouveau classée comme vulnérable en 2008.

## Sous-espèces
D'après Alan P. Peterson, il existe deux sous-espèces :
- Atrichornis rufescens ferrieri  Schodde & I.J. Mason, 1999
- Atrichornis rufescens rufescens  (E.P. Ramsay, 1866)